# Qaioma
Qaioma, Cajumas, Qaiiuma, Qaiuma ou Qayoma, était catholicos de Séleucie et Ctésiphon de 372 à 399, année de sa mort.
Il fut consacré en 395.
Il assembla les évêques d'Orient à Séleucie en 399. Il renonça ensuite à sa charge en demandant qu'on le remplaçât par Isaac Cajumas.